# Calamus tumidus
Calamus tumidus är en enhjärtbladig växtart som beskrevs av Caetano Xavier Furtado. Calamus tumidus ingår i släktet Calamus och familjen Arecaceae. Inga underarter finns listade i Catalogue of Life.